# Nieuwe Rechtsen
De Nieuwe Rechtsen (Georgisch: ახალი მემარჯვენეები, Achali Memardzjveneebi), was een rechts-conservatieve politieke partij in Georgië. De partij werd in 2001 opgericht en speelde in de eerste tien jaar van haar bestaan een rol in de Georgische politiek. Ze ging in 2019 op in het nieuw opgerichte Lelo voor Georgië.

## Geschiedenis
Regeringspartij Burgerunie van president Edoeard Sjevardnadze had het electoraal moeilijk eind jaren 1990, onder andere door de maar moeizaam herstellende economie en de corruptie. Om de kiezersgunst te herwinnen trok de partij nieuwe personen aan, de zogenaamde 'nieuwe gezichten', die op de kieslijst voor de parlementsverkiezingen van 1999 werden gezet. Met dit nieuwe elan werd campagne gevoerd, waarbij Sjevardnadze en zijn rechterhand, parlementsvoorzitter Zoerab Zjvania, gepresenteerd werden als de politieke en economische hervormers die het land uit de crisis konden halen.

### Oprichting partij en oppositie tegen Sjevardnadze

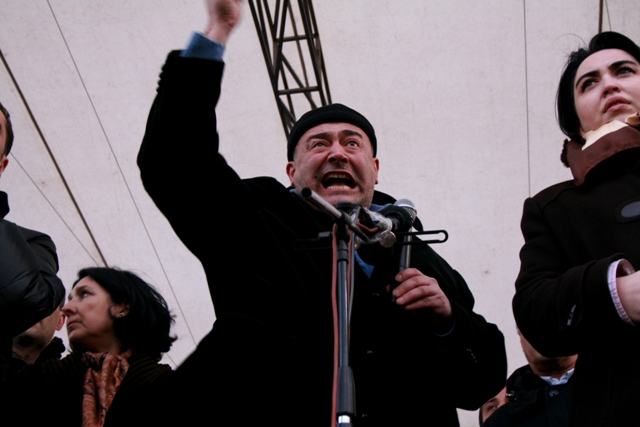
Oprichter Levan Gatsjetsjiladze. Hier in 2009 tijdens anti-regeringsprotesten. Links Salome Zoerabisjvili, rechts Eka Beselia.

Kort na de verkiezingen realiseerden de 'nieuwe gezichten' zich dat van hen alleen maar gehoorzaamheid verwacht werd en dat de in het vooruitzicht gestelde economische hervormingen niet zouden komen. Een groot deel van hen kwam uit het bedrijfsleven en van hen werd slechts een financiële bijdrage aan de partij verwacht. Ondertussen weigerde Sjevardnadze te verantwoorden waarom de begroting met 300 miljoen dollar was overschreden, tot ontevredenheid van de 'nieuwe gezichten', die een parlementair onderzoek instelden onder leiding van Davit Gamkrelidze.
In september 2000 werd de burgerbeweging Nieuwe Beweging opgericht door de 'nieuwe gezichten' en splitsen een tiental van hen in het parlement af als Nieuwe Factie met Gamkrelidze als fractievoorzitter. De fractie had ook enkele leden van Industrie Zal Georgië Redden overgenomen. Ze steunde de president en positioneerde zich tegenover de jonge hervormingsgezinde vleugel binnen de Burgerunie, die onder leiding stond van Zjvania. Op 15 juni 2001 werd de politieke partij Nieuwe Rechtsen opgericht vanuit de Nieuwe Factie, Nieuwe Beweging en de Nieuwe Conservatieven, met Levan Gatsjetsjiladze als voorzitter en Gamkrelidze als vice-voorzitter.
Na anti-regeringsdemonstraties in november 2001 keerde de Nieuwe Rechtsen zich tegen de regering en werkte samen met de nieuwe hervormingsgezinde oppositiepartijen van Zjvania en Micheil Saakasjvili, die beiden uit de Burgerunie waren gestapt. Een jaar na de oprichting behaalde de partij in de gemeenteraadsverkiezingen goede resultaten. Ze wist van alle partijen de meeste zetels te winnen. In hoofdstad Tbilisi werd de partij met elf procent van de stemmen derde achter de Arbeiderspartij en de Nationale Beweging.
In februari 2003 werd het partijbureau door ruim twintig zwaar bewapende mannen overvallen, waarbij Gamkrelidze uitdrukkelijk doelwit was. De autoriteiten deden dit af als een intern partijconflict. Voormalig vice-voorzitter Irakli Batiasjvili had de partij kort daarvoor verlaten omdat hij tegen de partijkoers in de begroting van de regering Sjevardnadze wilde steunen. De regering wankelde over het aannemen van de begroting, waarbij de stem van Batiasjvili niet beslissend was, maar wel bijdroeg het lot van de minister en de regering te redden. Volgens oppositieleiders, waaronder Zjvania, kon deze operatie gezien de locatie niet zonder medeweten van de regering hebben plaatsgevonden. Men vergeleek het incident met de moord op de leider van de Nationaal-Democratische Partij in 1994.

### Tegen de Rozenrevolutie
In aanloop naar de parlementsverkiezingen van 2003 werd Gamkrelidze tot voorzitter gekozen. De partij behaalde nipt de hoge kiesdrempel van zeven procent. Paralleltellingen en conclusies van waarnemers duidden op verkiezingsfraude, die met name de oppositiepartijen Nationale Beweging en Arbeiderspartij benadeelden. Er volgden wekenlange protesten tegen de uitslag en voor het ontslag van Sjevardnadze. De Nieuwe Rechtsen wezen deze protesten af en steunden ze niet, net als de Arbeiderspartij en Industrie Zal Georgië Redden. De partij stelde dat ze het "niet gepast vindt om de regering via de straat te veranderen" en noemde dat "ongrondwettelijk". Op 23 november 2003 nam Sjevardnadze onder druk van de oppositie en protesten ontslag en was de Rozenrevolutie een feit. Mede-oprichter en oud-voorzitter Gatsjetsjiladze was het niet eens met de koers van de partij en verliet later dat jaar de Nieuwe Rechtsen.
De verkiezingsuitslag van het evenredig gekozen deel van het parlement werd ongeldig verklaard en daarmee ook de twaalf zetels die de Nieuwe Rechtsen waren toegekend. De vier districtszetels die de partij had gewonnen bleven wel geldig. Tijdens de herhalingsverkiezing van maart 2004 ging de partij een lijstcombinatie aan met Industrie Zal Georgië Redden onder de noemer Rechtse Oppositie. De combinatie kreeg ruim zeven procent van de stemmen, iets meer dan de Nieuwe Rechtsen vijf maanden eerder op eigen houtje hadden gehaald. De twee partijen kregen daarmee vijftien zetels voor het evenredig verkozen deel, plus de acht districtszetels die nog stonden. De combinatie ging in oppositie tegen de nieuwe regering van president Saakasjvili. De Nieuwe Rechtsen hadden veel aanhang en leden verloren door zich tegen de Rozenrevolutie te keren, maar de partij wist zich als oppositiekracht tegen de regering te herstellen.

### Oppositie tegen Saakasjvili

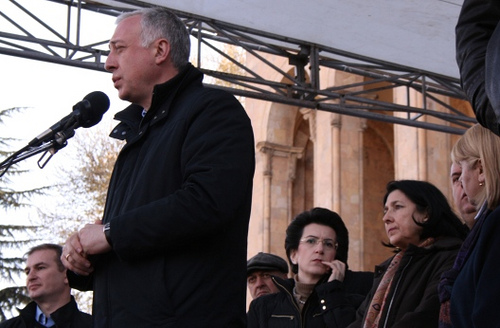
Voorzitter en mede-oprichter Davit Gamkrelidze bij protesten in 2009, met voormalig parlementsvoorzitter Nino Boerdzjanadze en de latere president Salome Zoerabisjvili.

De Nieuwe Rechtsen en Industriëlen leidden vanuit het parlement de oppositie tegen Saakasjvili. In 2006 kwam er een einde aan hun gezamenlijke fractie, toen de Industriëlen eruit stapten en een eigen fractie oprichtten. De twee partijen hadden onder andere verschillende opvattingen over een boycot van het parlement als drukmiddel voor het ontslag van minister van Binnenlandse Zaken Vano Merabisjvili en hervormingen in het kiesstelsel voor de gemeenteraadsverkiezingen. Ten aanzien van de conflictgebieden steunde de partij de regering in het installeren van een "tijdelijke autoriteit" in Zuid-Ossetië in het gebied dat Georgië hier nog controleerde, die parallel opereerde naast de niet-erkende separatistische autoriteiten. Ze riep daarnaast op tot dialoog met de separatistische leider Edoeard Kokojti.
Gamkrelidze werd door de partij genomineerd voor de vervroegde presidentsverkiezingen van januari 2008, die president Saakasjvili had uitgeschreven na het neerslaan van demonstraties in november 2007 en de kritiek die daarop kwam. Het was de eerste en enige keer dat de partij een kandidaat nomineerde voor het presidentschap. In zijn campagne stelde Gamkrelidze dat het presidentiële systeem gefaald had in Georgië en dat het systeem leiders aantrekt "die geobsedeerd zijn door messiaanse ideeën". Hij stelde een referendum voor met de keuze voor een constitutionele monarchie of een parlementaire republiek als staatsmodel. Zelf had hij de voorkeur voor een constitutionele monarchie. Saakasjvili werd herkozen en Gamkrelidze werd vijfde met vier procent van de stemmen. Voormalig partijleider Gatsjetsjiladze was kandidaat namens een alliantie van negen oppositiepartijen. Hij werd tweede met bijna 26 procent van de stellen.

### Falende allianties
De partij moest vanwege de kiesdrempel en het gemengde kiesstelsel meestal electorale allianties aangaan met andere partijen. Voor de verkiezing van mei 2008 gingen de Nieuwe Rechtsen zonder de Industriëlen een alliantie aan met acht kleine oppositiepartijen. Met lijsttrekker Gatsjetsjiladze behaalde de partij haar beste resultaat met ruim zeventien procent van de stemmen. Het blok kwam met zeventien leden in het parlement dat verkleind was van 235 naar 150 zetels en door de Verenigde Nationale Beweging gedomineerd werd. Het grootste deel van het oppositieblok, inclusief alle verkozenen van de Nieuwe Rechtsen, leverden in juni 2008 hun zetels in omdat de uitslagen volgens hen "niet de politieke wil van het Georgische volk weerspiegelen."

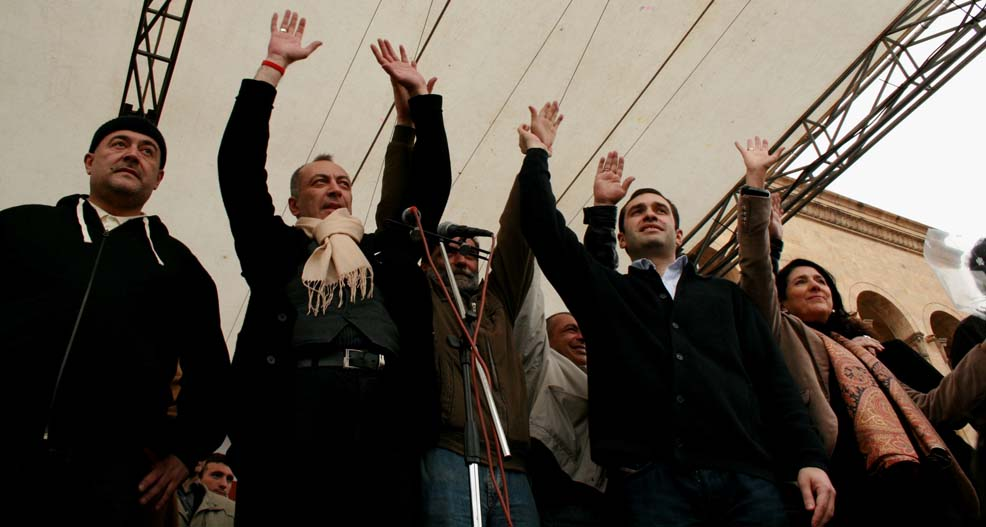
Voormalig VN-ambassadeur Irakli Alasania (2e van rechts) leidde de "Alliantie voor Georgië". Hij begon in juli 2009 zijn eigen partij Vrije Democraten, die in 2012 met Georgische Droom in zee zou gaan. De Nieuwe Rechtsen werden buitenspel gezet. Links voormalig partijleider Levan Gatsjetsjiladze, rechts Salome Zoerabisjvili.

Kort daarna brak de Russisch-Georgische Oorlog uit, die Georgië pijnlijk verloor. De Nieuwe Rechtsen eisten daarop het vertrek van president Saakasjvili vanwege zijn "avonturisme" tegen Rusland, maar legden de schuld van de oorlog en het Georgische verlies van territorium vooral bij het Russische "imperialistische beleid". Een paar maanden later nam VN-ambassadeur van Georgië Irakli Alasania ontslag. Hij werd de leider van de "Alliantie voor Georgië", die op initiatief van de Nieuwe Rechtsen en de Republikeinen werd gevormd. De partij Georgische Weg van Salome Zoerabisjvili sloot zich in 2010 hierbij aan. De alliantie werd het gezicht van oppositieprotesten die van april tot juli 2009 plaatsvonden met als doel vervroegde verkiezingen af te dwingen. Alasania richtte in juli 2009 zijn eigen partij op, de Vrije Democraten.

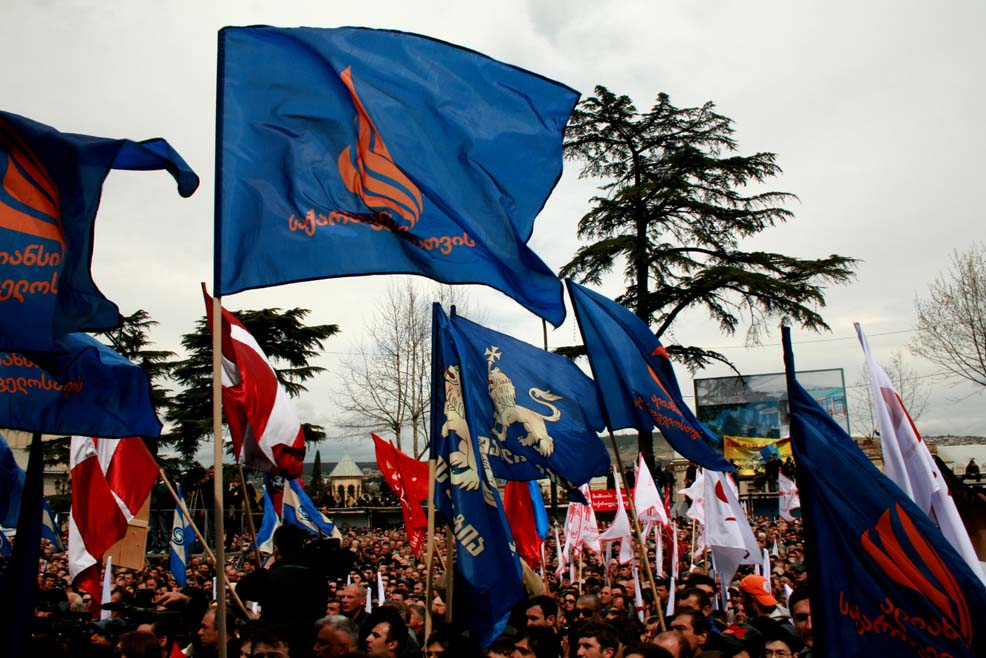
Vlag van "Alliantie voor Georgië". De alliantie was het gezicht van de demonstraties in het voorjaar van 2009.

De alliantie faalde in haar doelstellingen van de protesten en wist met negen procent van de stemmen ook geen overtuigende winst te behalen in de gemeenteraadsverkiezingen van mei 2010. Ze viel daarna snel uit elkaar. In 2011 presenteerden de Nieuwe Rechtsen op het 10-jarig jubileumcongres een nieuwe huisstijl en een manifest met nieuwe ideeën om de verkiezingen van 2012 in te gaan. De belangrijkste beleidsdoelstelling was de vorming van een middenklasse, door middel van het stimuleren van het midden- en kleinbedrijf, ondernemerschap in de agrarische sector en investeringen in het onderwijs. Het manifest was tot stand gekomen met assistentie van het Nederlandse NIMD en het Amerikaanse IRI. Gamkrelidze werd op het congres herkozen als partijvoorzitter. Hij gaf aan dat als gevolg van het falen van de Alliantie voor Georgië de partij met een ernstige financiële crisis te maken kreeg en dat ze politiek irrelevant dreigde te worden. De internationale steun moest de partij er bovenop helpen.

### Latere jaren
In 2012 was Georgië toe aan een nieuwe regering. Oligarch Bidzina Ivanisjvili zette een big tent-coalitie op rond de door hem nieuw opgerichte partij Georgische Droom. Voor de Nieuwe Rechtsen was daarin geen plaats volgens Ivanisjvili. Hij schaarde de partij onder de "pseudo-oppositie", nadat ze in 2011 een deal had gesloten met de regerende Verenigde Nationale Beweging voor de herziening van het kiesstelsel en het vergroten van het parlement. Deze hervorming kwam er niet. Georgische Droom won de verkiezingen van oktober 2012 met haar zes-partijen verbond en nam de macht over. De Nieuwe Rechtsen kregen nog geen half procent van de stemmen, waarna Gamkrelidze na negen jaar het leiderschap over de partij neerlegde.
De partij was daarna feitelijk uitgespeeld. Gamkrelidze werd begin 2013 opgevolgd door Pikria Tsjichradze, die vanaf het eerste uur bij de Nieuwe Rechtsen betrokken was als parlementslid. Tijdens de gemeenteraadsverkiezingen van 2014 vormde de partij samen met het kleinere Vrij Georgië de electorale alliantie 'Non-parlementaire oppositie'. Het blok kreeg nationaal twee procent van de stemmen en won een klein aantal raadszetels verspreid in het land. De partij bleef zich in daaropvolgende jaren hard maken voor het representatiever maken van het kiesstelsel, onder andere door te pleiten voor het afschaffen van de enkelvoudige kiesdistricten in het gemengde kiesstelsel.
Tsjichradze vertrok na twee jaar in 2015 als voorzitter, toen ze voor president Giorgi Margvelasjvili ging werken. Onder voorzitter Mamoeka Katsitadze gingen de Nieuwe Rechtsen voor de verkiezingen van oktober 2016 een coalitie aan met Nieuw Georgië, Girtsji en Staat voor de Mensen van operazanger Paata Boertsjoeladze. De alliantie haalde ruim drie procent van de stemmen, niet genoeg voor de kiesdrempel. In december 2019 kondigde de partij aan op te gaan in het nieuw opgerichte liberale Lelo voor Georgië en haar activiteiten te staken.

## Ideologie
De politieke oriëntatie en ideologie van de partij lag besloten in haar naamgeving en de oprichters, die uit het zakelijke milieu kwamen. De partij werd als conservatief-rechts en economisch-liberaal omschreven. De partij was net als Industrie Zal Georgië Redden een representant van het vermengen van zakendoen met politiek bedrijven. Daar waar de Industriëlen een meer volks imago hadden door de flamboyante en authentieke leider Gogi Topadze, hadden de Nieuwe Rechtsen een meer elitair imago.

### Sociaal- en economisch beleid
De Nieuwe Rechtsen waren nadrukkelijk voor een vrije markteconomie en de bescherming van privé-eigendomsrechten. De partij was voorstander van vrijhandel, een fundamenteel verschil met de Industriëlen die juist economisch protectionisme promootten. De partij was daarnaast voor de privatisering van grond, iets waar een groot deel van de bevolking op dat moment geen voorstander van was. Ze droeg cultureel-conservatisme en sociale bescherming uit, in tegenstelling tot de zeer liberale hervormingsagenda van de regering-Saakasjvili. Het cultureel-conservatisme manifesteerde zich voornamelijk ten aanzien van Georgische tradities, religie, etnische identiteit en scepsis over menselijke competenties. Daarbij werd globalisering als een bedreiging genoemd voor de Georgische culturele identiteit.
Met hulp van het Amerikaanse IRI en het Nederlands Instituut voor Meerpartijendemocratie presenteerde de partij in 2011 een vernieuwd partijprogramma, waarin een aantal hoofdprioriteiten waren geformuleerd. De nadruk lag op de ontwikkeling van een middenklasse, waarin een sterk midden-en kleinbedrijf centraal stond. Andere peilers waren de agrarische sector, onderwijs en een zorgverzekeringsstelsel dat mensen uit de armoede moest halen in plaats van ze aan de sociale zekerheid te houden.

### Buitenlands beleid
De Nieuwe Rechtsen waren gericht op het Westen en waren voorstander van NAVO-toetreding van Georgië, een fundamenteel verschil met de Industriëlen, die zich anti-Amerikaans opstelden en in het IMF en de Wereldbank westerse pogingen zagen tot kolonisatie van Georgië. De Nieuwe Rechtsen warens in tegenstelling tot de Industriëlen zeer kritisch op Rusland en wilden dat Georgië uit het Gemenebest van Onafhankelijke Staten zou stappen.

## Verkiezingen
Een overzicht van de verkiezingsuitslagen voor de partij.

### Parlementsverkiezingen
De Nieuwe Rechtsen behaalde in 2003 haar beste zelfstandige resultaat in de parlementsverkiezingen. Deze uitslag werd vanwege fraude voor een deel ongeldig verklaard. In de herhalingsverkiezing van maart 2004, na de Rozenrevolutie, behaalde de partij samen met de Industrie Zal Georgië Redden haar grootste parlementaire vertegenwoordiging met 23 zetels. De partij verenigde in 2008 een groot deel van de oppositie, maar zonder de Industriëlen, en werd de grootste oppositiekracht in het door de regerende Verenigde Nationale Beweging gedomineerde parlement. Daarna viel de partij weg.
| Verkiezing               | Lijst Nr. | Proportioneel                      | Proportioneel                      | Proportioneel                      | Proportioneel                      | District zetels                    | Totaal zetels | +/-     |                     | Opmerking     |
| Verkiezing               | Lijst Nr. | Stemmen                            | %                                  | #                                  | Zetels                             | District zetels                    | Totaal zetels | +/-     |                     | Opmerking     |
| ------------------------ | --------- | ---------------------------------- | ---------------------------------- | ---------------------------------- | ---------------------------------- | ---------------------------------- | ------------- | ------- | ------------------- | ------------- |
| 2003                     | 12        | 140.259                            | 7,6                                | 6                                  | 12                                 | 4                                  | 16 / 235      | Nieuw   | -                   | [ 26 ]        |
| 2004                     | 3         | 113.313                            | 7,7                                | 2                                  | 15                                 | 8                                  | 23 / 235      | 7       | Oppositie           | [ 27 ]        |
| 2008                     | 3         | 314.668                            | 17,73                              | 2                                  | 15                                 | 2                                  | 17 / 150      | 6       | Oppositie           | [ 28 ]        |
| 2012                     | 24        | 9.255                              | 0,43                               | 5                                  | 0                                  | 0                                  | 0 / 150       | 17      | Buiten-parlementair | [ 29 ]        |
| 2016                     | 1         | Via kieslijst Staat voor de Mensen | Via kieslijst Staat voor de Mensen | Via kieslijst Staat voor de Mensen | Via kieslijst Staat voor de Mensen | Via kieslijst Staat voor de Mensen | 0 / 150       | Stabiel | Buiten-parlementair | [ 30 ] [ 31 ] |
| Bronnen: CESKO, Publika, |           |                                    |                                    |                                    |                                    |                                    |               |         |                     |               |

### Presidentsverkiezingen
De partij nomineerde alleen in de vervroegde presidentsverkiezingen van 2008 een eigen kandidaat, voorzitter David Gamkrelidze, die vijfde werd met vier procent van de stemmen. Hij werd in zijn kandidatuur gesteund door Industrie Zal Georgië Redden, waarmee de Nieuwe Rechtsen al enkele jaren samenwerkte, en de  Nationaal-Democratische Partij.
| Verkiezing | Kandidaat         | Partij          | Stemmen | %   | #  | Bron   |
| ---------- | ----------------- | --------------- | ------- | --- | -- | ------ |
| 2008       | Davit Gamkrelidze | Nieuwe Rechtsen | 79.747  | 4,0 | 5e | [ 35 ] |
|            |                   |                 |         |     |    |        |

### Gemeenteraadsverkiezingen
De Nieuwe Rechtsen behaalden hun veruit beste lokale resultaat in de gemeenteraadsverkiezingen van 2002, toen ze op eigen houtje landelijk gezien meer dan tien procent van het aantal zetels won. In hoofdstad Tbilisi kreeg de partij in dat jaar elf procent van de stemmen, goed voor zeven zetels in de raad van 49 zetels. Ze was in de hoofdstad de derde partij na de Arbeiderspartij en de verenigde Nationale Beweging. In 2006 boycotte de partij de gemeenteraadsverkiezingen, maar in 2010 kwam de partij terug via de oppositiecoalitie "Alliantie voor Georgië", mede gedragen door de Vrije Democraten en de Republikeinse Partij. Daarna viel de partij terug en verdween in 2017 uit de gemeenteraden.
| Verkiezing      | Lijst Nr.     | Proportioneel | Proportioneel | Proportioneel | Proportioneel | District zetels | Totaal zetels | +/-           | Noot                 |
| Verkiezing      | Lijst Nr.     | Stemmen       | %             | #             | Zetels        | District zetels | Totaal zetels | +/-           | Noot                 |
| --------------- | ------------- | ------------- | ------------- | ------------- | ------------- | --------------- | ------------- | ------------- | -------------------- |
| 2002            | 38            |               |               |               |               |                 | 558 / 4.801   | Nieuw         | [ 36 ]               |
| 2006            | Geen deelname | Geen deelname | Geen deelname | Geen deelname | Geen deelname | Geen deelname   | Geen deelname | Geen deelname | [ 37 ]               |
| 2010            | 2             | 156.540       | 9,2           | 3             | 53            | 5               | 58 / 1.731    | 58            | [ 38 ] [ 39 ] [ 40 ] |
| 2014            | 1             | 31.725        | 2,2           | 6             | 12            | 6               | 18 / 2.088    | 40            | [ 41 ] [ 42 ] [ 43 ] |
| 2017            | 29            | 75            | 0,0           | 0             | 0             | 0               | 0 / 2.043     | 18            | [ 44 ]               |
| Bronnen: CESKO, |               |               |               |               |               |                 |               |               |                      |

## Partijleiders

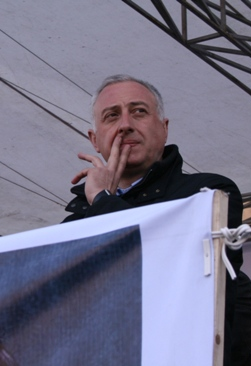
Voorzitter en mede-oprichter Davit Gamkrelidze in 2009.

Bij de oprichting van de partij werd Levan Gatsjetsjiladze voorzitter, met Davit Gamkrelidze als zijn vice-voorzitter. Twee jaar later, enkele maanden voor de verkiezingen van 2003, werd Gamkrelidze gekozen tot voorzitter. Gatsjetsjiladze verliet kort daarna de partij uit onenigheid over de koers in de partij en het gebrek aan steun voor de Rozenrevolutie.
Gamkrelidze bleef negen jaar voorzitter. Na de teleurstellend verlopen verkiezingen van 2012 trad hij af. Voormalig parlementslid van de partij, Pikria Tsjichradze, was vervolgens ruim twee jaar leider van de partij, tot ze politiek adviseur werd van president Giorgi Margvelasjvili. Mamoeka Katsitadze was de laatste voorzitter, tot de partij 2019 opging in Lelo voor Georgië.
| # | Naam                  | Van  | Tot  | Noot          |
| - | --------------------- | ---- | ---- | ------------- |
| 1 | Levan Gatsjetsjiladze | 2001 | 2003 |               |
| 2 | Davit Gamkrelidze     | 2003 | 2012 | [ 2 ]         |
| 3 | Pikria Tsjichradze    | 2013 | 2015 | [ 45 ] [ 21 ] |
| 4 | Mamoeka Katsitadze    | 2016 | 2019 | [ 46 ]        |
|   |                       |      |      |               |

## Internationale relaties
De partij was sinds 2005 geassocieerd met de Internationale Democratische Unie (IDU), een politieke internationale van centrumrechtse politieke partijen. De jongerenorganisatie van de partij werd lid van de jongerenorganisatie van de Europese Volkspartij (EVP). De Nieuwe Rechtsen probeerden zelf ook lid te worden van de EVP, maar slaagden hier niet in. De partij werd daarnaast net als andere Georgische partijen projectmatig gesteund door de Amerikaanse organisaties National Democratic Institute (NDI) en International Republican Institute (IRI).